# Pachypodium rosulatum
Espèce
Classification phylogénétique
Statut CITES
Pachypodium rosulatum est une espèce végétale de la famille des Apocynaceae, endémique de Madagascar.

## Description

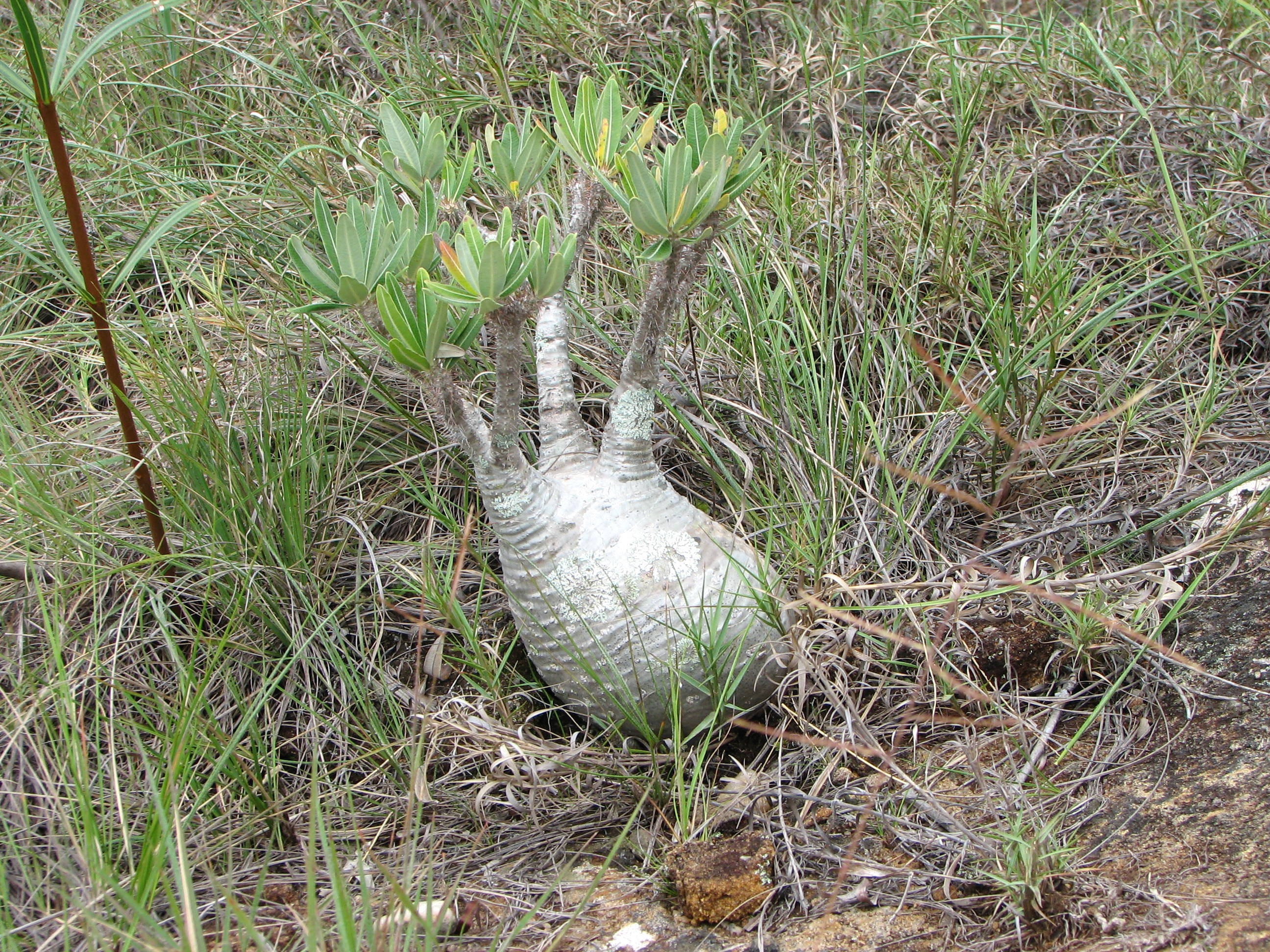
Pachypodium rosulatum gracilius dans le Parc national de l'Isalo, Madagascar

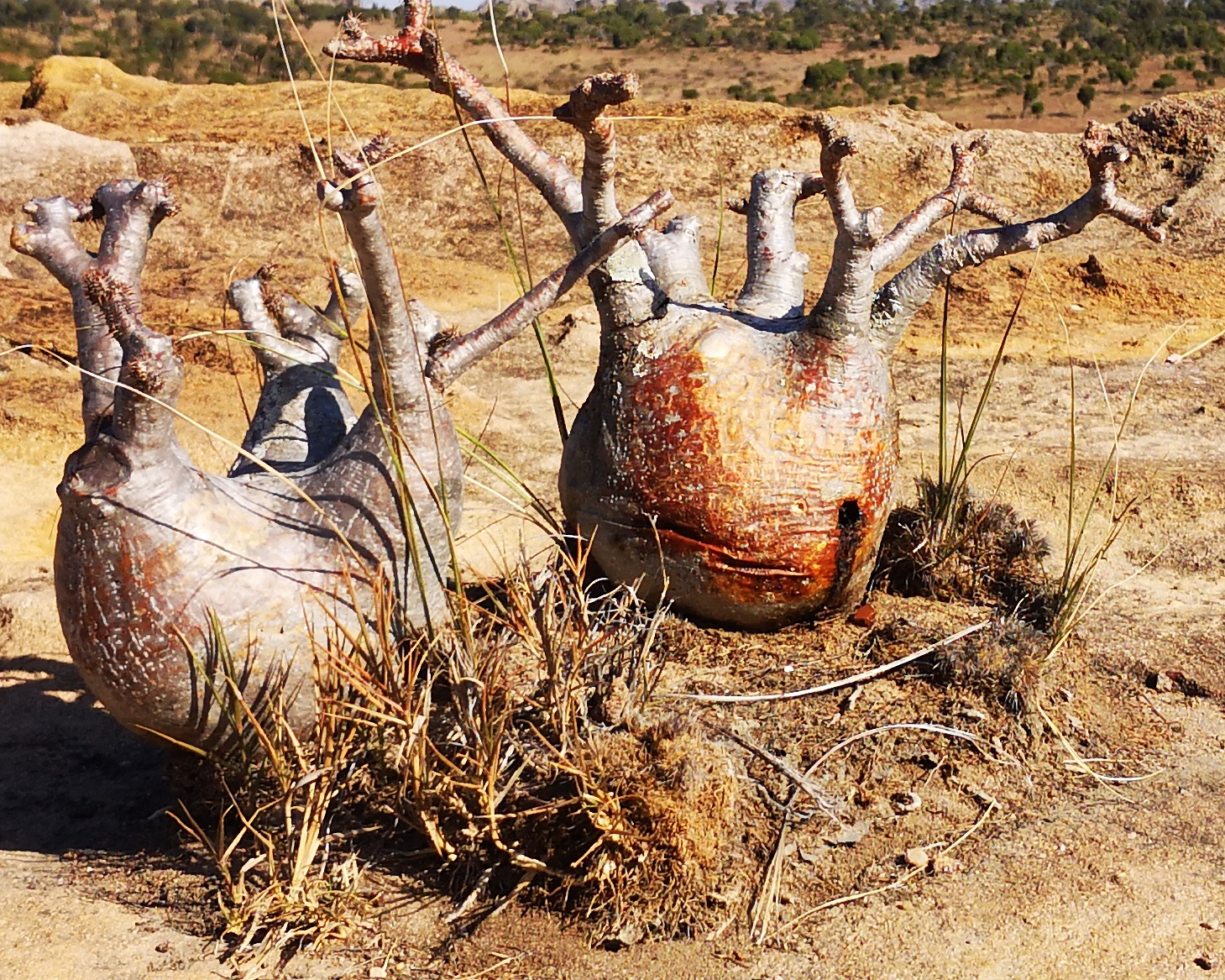
Specimen de Pachipodium Rosulatum, Parc National de l'Isola, Madagascar

## Répartition et habitat
Endémique de l'ouest et du sud de Madagascar (provinces de Mahajanga et de Toliara), elle pousse en terrain sec sur des pentes rocailleuses.

## Liste des sous-espèces
Selon World Checklist of Selected Plant Families (WCSP) (6 juin 2015), Catalogue of Life (6 juin 2015) et NCBI (6 juin 2015) :
- sous-espèce Pachypodium rosulatum subsp. bemarahense Lüthy & Lavranos (2004)
- sous-espèce Pachypodium rosulatum subsp. bicolor (Lavranos & Rapanarivo) Lüthy (2004)
- sous-espèce Pachypodium rosulatum subsp. cactipes (K.Schum.) Lüthy (2004)
- sous-espèce Pachypodium rosulatum subsp. gracilius (H.Perrier) Lüthy (2004)
- sous-espèce Pachypodium rosulatum subsp. makayense (Lavranos) Lüthy (2004)
- sous-espèce Pachypodium rosulatum subsp. rosulatum